# Phoebe Nicholls
Phoebe Sarah Nicholls (Londra, 7 aprile 1957) è un'attrice britannica.

## Vita privata
Figlia d'arte, suo padre è l'attore Anthony Nicholls (1902-1977), sua madre Faith Kent. Nel 1985 si è sposata con il regista e sceneggiatore Charles Sturridge. Dalla loro unione sono nati tre figli, Tom, Arthur e Matilda.

## Filmografia parziale

### Cinema
- Frenesia del piacere (The Pumpkin Eater), regia di Jack Clayton (1964)
- Le cinque chiavi del terrore (Dr Terror's House of Horrors), regia di Freddie Francis (1965)
- Tutte le sere alle nove (Our Mother's House), regia di Jack Clayton (1967)
- Donne in amore (Women in Love), regia di Ken Russell (1969)
- The Elephant Man, regia di David Lynch (1980)
- Il missionario (The Missionary), regia di Richard Loncraine (1982)
- Prova d'innocenza (Ordeal by Innocence), regia di Desmond Davis (1984)
- Maurice, regia di James Ivory (1987)
- Favole (FairyTale: A True Story), regia di Charles Sturridge (1997)
- Transformers - L'ultimo cavaliere (Transformers: The Last Knight), regia di Michael Bay (2017)
- Ricomincio da noi (Finding Your Feet), regia di Richard Loncraine (2017)
- L'uomo vuoto - The Empty Man (The Empty Man), regia di David Prior (2020)
- Il visionario mondo di Louis Wain (The Electrical Life of Louis Wain), regia di Will Sharpe (2021)
- Madame Clicquot (Widow Clicquot), regia di Thomas Napper (2023)

### Televisione
- Mi benedica padre (Bless Me, Father) - serie TV, 2 episodi (1979)
- Ritorno a Brideshead (Brideshead Revisited) - serie TV, 9 episodi (1981)
- Cuore di tenebra (Heart of Darkness) - film TV (1993)
- Hawking - film TV (2004)
- The Trial of Tony Blair - film TV (2007)
- Clapham Junction - film TV (2007)
- Fortitude - serie TV, 9 episodi (2015)
- Doctor Thorne - miniserie TV, 4 episodi (2016)
- Eric - miniserie TV (2024)
- L'ispettore Dalgliesh (Dalgliesh) – serie TV, episodi 3x01-3x02 (2024)

## Doppiatrici italiane
Nelle versioni in italiano delle opere in cui ha recitato, Phoebe Nicholls è stata doppiata da:
- Mauro Gravina in Ritorno a Brideshead
- Isabella Pasanisi in Maurice
- Chiara Salerno in Favole
- Daniela D'Angelo in Transformers - L'ultimo cavaliere
- Orsetta De Rossi in Ricomincio da noi
- Tiziana Avarista in Eric
- Daniela Calò in The Sandman